# CCNP
Cisco Certified Network Professional (CCNP) — третья степень в CCS после CCNA в цепочке техник, специалист, профессионал, эксперт.
Сертификат CCNP свидетельствует о способности специалиста установить, настроить и устранить неисправности в конвергентных локальных и распределённых сетях, включающих от 100 до 500 и более узлов. Специалисты по вычислительным сетям, имеющие квалификацию CCNP, продемонстрировали знания и навыки, необходимые для управления маршрутизаторами и коммутаторами опорной сети, а также граничными приложениями, которые обеспечивают реализацию в сети технологий передачи голоса, беспроводных сетей, а также технологий безопасности.
До 31 июля 2010 года для получения сертификата необходимо было сдать 4 экзамена:
- 642—901 BSCI: Building Scalable Cisco Internetworks (BSCI): Построение масштабируемых объединённых сетей Cisco
- 642—812 BCMSN: Building Cisco Multilayer Switched Networks (BCMSN): Построение многоуровневых коммутируемых сетей Cisco
- 642—825 ISCW: Implementing Secure Converged Wide Area Networks (ISCW): Реализация защищённых конвергентных распределённых сетей
- 642—845 ONT: Optimizing Converged Cisco Networks (ONT): Оптимизация конвергентных сетей Cisco

В дальнейшем сертификация CCNP разделилась на множество направлений, среди которых главным преемником стала CCNP Routing and Switching.
До 29 января 2015 года для получения сертификата необходимо было сдать 3 экзамена:
- 642—902 ROUTE Implementing Cisco IP Routing (ROUTE)
- 642—813 SWITCH Implementing Cisco IP Switched Networks (SWITCH)
- 642—832 TSHOOT Troubleshooting and Maintaining Cisco IP Networks (TSHOOT)

С 30 января 2015 года и по настоящее время для получения сертификата необходимо сдать 3 экзамена:
- 300—101 ROUTE: Implementing Cisco IP Routing (ROUTE) v2.0
- 300—115 SWITCH: Implementing Cisco IP Switched Networks (SWITCH) v2.0
- 300—135 TSHOOT: Troubleshooting and Maintaining Cisco IP Networks (TSHOOT) v2.0

Сертификат CCNP действителен в течение трёх лет, его действие автоматически продлевается после сдачи экзамена более высокого уровня, к примеру, CCIE Written, или любого экзамена с префиксом 642 или 300.

## Другие сертификаты Cisco
Cisco обеспечивает сертификацию для профессионалов в области сетей по следующим направлениям:
- CCENT (Cisco Certified Entry Networking Technician) — сертифицированный техник по сетевым технологиям;
- CCNA Routing and Switching (Cisco Certified Network Associate) — сертифицированный специалист по маршрутизации и коммутации;
- CCNA Security — сертифицированный специалист по сетевой безопасности;
- CCNA VoIP — сертифицированный специалист по IP-телефонии;
- CCNA Wi-Fi — сертифицированный специалист по беспроводным сетям;
- CCDA (Cisco Certified Design Associate) — сертифицированный специалист по проектированию сетей;
- CCNP (Cisco Certified Network Professional) — сертифицированный профессионал по маршрутизации и коммутации;
- CCDP (Cisco Certified Design Professional) — сертифицированный профессионал по проектированию сетей;
- CCIP (Cisco Certified Internetwork Professional) — сертифицированный профессионал по объединённым сетям;
- CCSP (Cisco Certified Security Professional) — сертифицированный профессионал по безопасности;
- CCVP (Cisco Certified Voice Professional) — сертифицированный профессионал по технологиям VoIP;
- CCIE (Cisco Certified Internetwork Expert) — сертифицированный эксперт объединённых сетей;
- CCDE (Cisco Certified Design Expert) — сертифицированный эксперт по проектированию сетей.